# Статистика освіти
Статистика освіти (англ. education statistics) — розділ соціально-економічної статистики, що вивчає сферу освіти, який безпосередньо пов'язаний зі статистикою населення, зайнятості, рівня життя, державних фінансів, цін тощо.

## Об'єкт та предмет статистики освіти
Основними одиницями спостереження в статистиці освіти, що в сукупності утворюють її об'єкт, є заклади освіти всіх типів, видів, форм власності.
Предметом статистики освіти є кількісна характеристика явищ і процесів, що відбуваються в сфері освіти, в нерозривному зв'язку з їх якісними аспектами.

## Функціональні завдання статистики освіти
Завдання включають: формування комплексної системи статистичних показників, що забезпечують об'єктивне відображення тенденцій розвитку системи освіти; створення єдиної уніфікованої системи статистичного спостереження; реалізацію міжнародних стандартів; визначення ефективних методів збору, обробки, аналізу та представлення статистичної інформації користувачам усіх категорій: органам управління освітою центрального, регіонального та муніципального рівнів, закладам освіти, освітній та науковій громадськості, широким верствам населення тощо.

## Система національних показників статистики освіти
Статистика освіти відображає стан основних елементів системи освіти на всіх її рівнях і охоплює: мережу закладів освіти; контингенти здобувачів освіти та їх рух (в тому числі прийом, випуск); працевлаштування випускників закладів професійної освіти; персонал закладів освіти, включаючи кадри вихователів і викладачів; матеріально-технічну базу закладів освіти, їх фінансування тощо.
До системи національних показників статистики освіти включено показники щодо кількості навчальних закладів, кількості вихователів/викладачів, кількості вихованців /учнів /студентів, аспірантів/ докторантів, показники прийому, випуску, мов виховання/ навчання, матеріально-технічної бази та відносні показники кількості здобувачів освіти на одного викладача, охоплення навчальними ступенями осіб відповідної вікової групи, показники гендерного паритету тощо.

## Допоміжний (сателітний) рахунок освіти
Статистика фінансування освіти — розділ статистики освіти, новий як в методологічному, так й в практичному плані, покликаний забезпечити інформацією про фінансові ресурси, що надходять в систему освіти з різних джерел, їх розподіл за видами освітньої діяльності, освітніми програмами, видами витрат.
В останні роки розпочаті статистичні спостереження за низкою показників, що характеризують фінансування закладів освіти.
В України була реалізована програма ведення допоміжних (сателітних) рахунків освіти.
Держстатом України видавалися статистичні бюлетені «Національні рахунки освіти України» за 2008—2010 рр.; у 2011 р.; у 2012 р.; у 2013 р.; у 2014 р.; у 2015 р. Див. наприклад: Статистичний бюлетень «Національні рахунки освіти України у 2015 році»

## Основні статистичні публікації зі статистики освіти
Основними українськими статистичними публікаціями зі статистики освіти, підготовленими за даними державних статистичних спостережень, є статистичні бюлетені:
- «Основні показники діяльності вищих навчальних закладів України»;
- «Підготовка наукових кадрів»;
- «Дошкільні навчальні заклади України»;
- «Загальноосвітні навчальні заклади України»;
- «Продовження навчання та здобуття професії».

Видається статистичний бюлетень «Національні рахунки освіти в Україні».